# بوکانرس اس‌بی۲ای
بوکانرس اس‌بی۲ای (به انگلیسی: Brewster_SB2A_Buccaneer) یک هواگرد از نوع بمب‌افکن ساخت شرکت Brewster Aeronautical Corporation است. هواگرد بوکانرس اس‌بی۲ای نخستین پروازش را در ۱۷ ژوئن ۱۹۴۱ میلادی انجام داد. در مجموع، تعداد ۷۷۱ فروند از این هواگرد ساخته شده‌است.